# Mémorial du génocide de Gisenyi
Le mémorial du génocide de Gisenyi est situé en haut de la ville, vers sa sortie nord. Il commémore le Génocide des Tutsi au Rwanda de 1994. Environ 12 000 personnes y sont ensevelies.

## Emplacement
| \| 150 km1:3 445 000 \| Kibuye Gisenyi Bisesero Ntarama Kigali Nyamata Murambi Rusiga |
| 150 km1:3 445 000                                                                     |

| 150 km1:3 445 000 |

| Mémoriaux du génocide des Tutsis au Rwanda |
| (2018) Année d'inauguration                |

Le mémorial est l'un de ceux qui n'est pas construit sur la place d'une ancienne église. Ce mémorial fait partie d'un ensemble de sites commémoratifs nationaux au Rwanda qui commémorent le Génocide des Tutsi au Rwanda. 

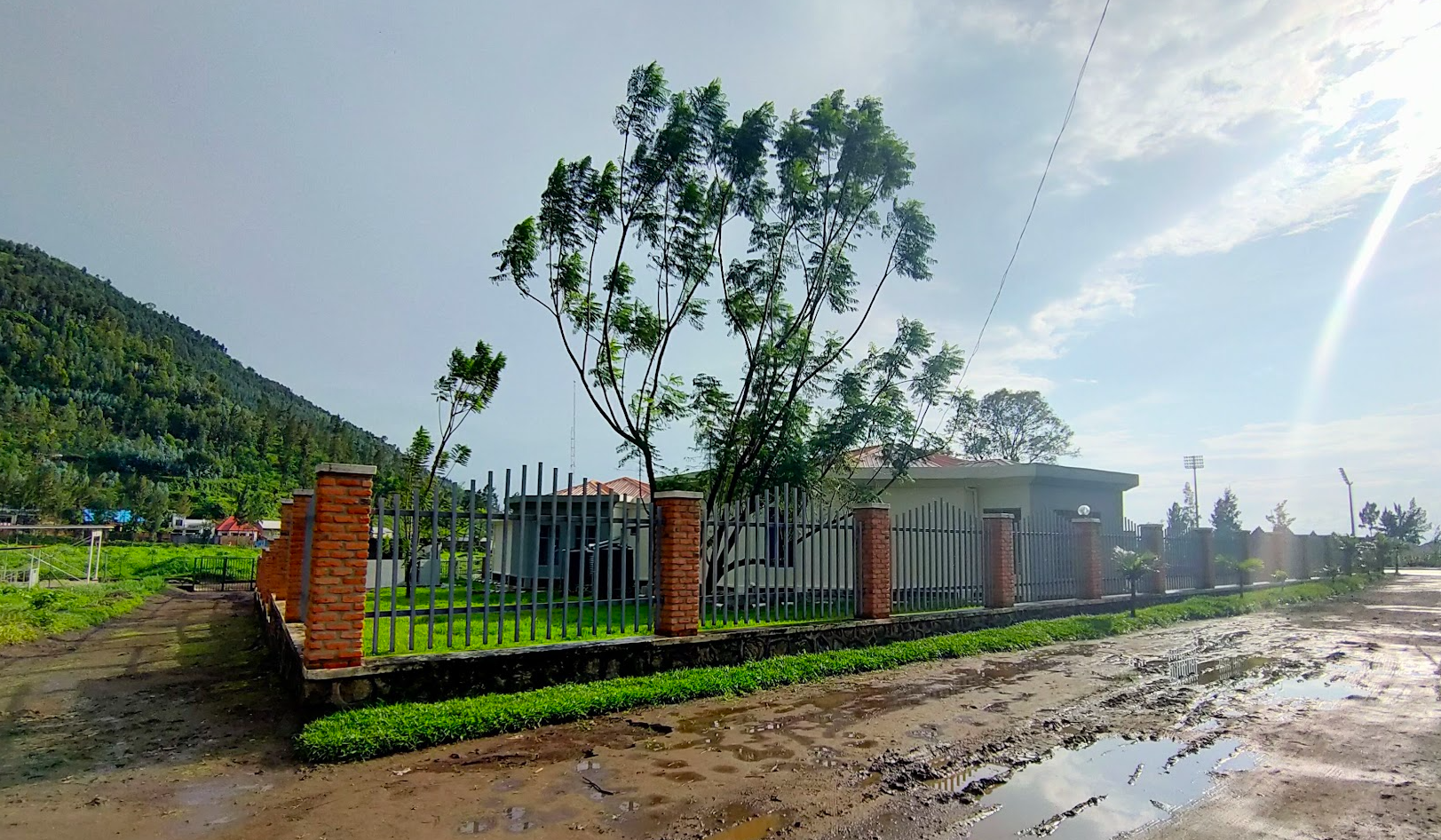
Mémorial du génocide à Gisenyi (Rwanda) Vue depuis l'arrière de l'enceinte (Novembre 2022)

Les autres sont le Centre commémoratif de Murambi, le Centre commémoratif du génocide de Bisesero, le Mémorial du génocide à Ntarama, le Mémorial du génocide à Kigali et le Mémorial de Nyarubuye.
Il existe plus de 250 sites commémoratifs enregistrés qui commémorent le génocide au Rwanda.

## Histoire
Le mémorial est le lieu où sont ensevelies environ 12 000 personnes,,. Il est le premier à être construit par Ibuka. Il héberge la tombe d'une Américaine, fondatrice d'un orphelinat,,.
Le 22 novembre 1992, Léon Mugesera, alors membre du bureau politique du MRND, déclare à Gisenyi:

« Maintenant je m’adresse à vous les Tutsis, les cafards. Je vous apprends que votre pays c’est l’Éthiopie, et nous allons vous y expédier très prochainement via Nyabarongo. Cette fois, il faudra même exterminer les enfants. »